# Grafschaft Nidda
Die Grafschaft Nidda, ein Territorium des Heiligen Römischen Reiches, war eine kleine, ab 1420 reichsunmittelbare Grafschaft um die Stadt Nidda im heutigen Wetteraukreis in Hessen. Sie lag am nördlichen Rand der Wetterau und bestand im Kern aus einem relativ geschlossenen Block von Lehen des Klosters Fulda.

## Geschichtlicher Überblick

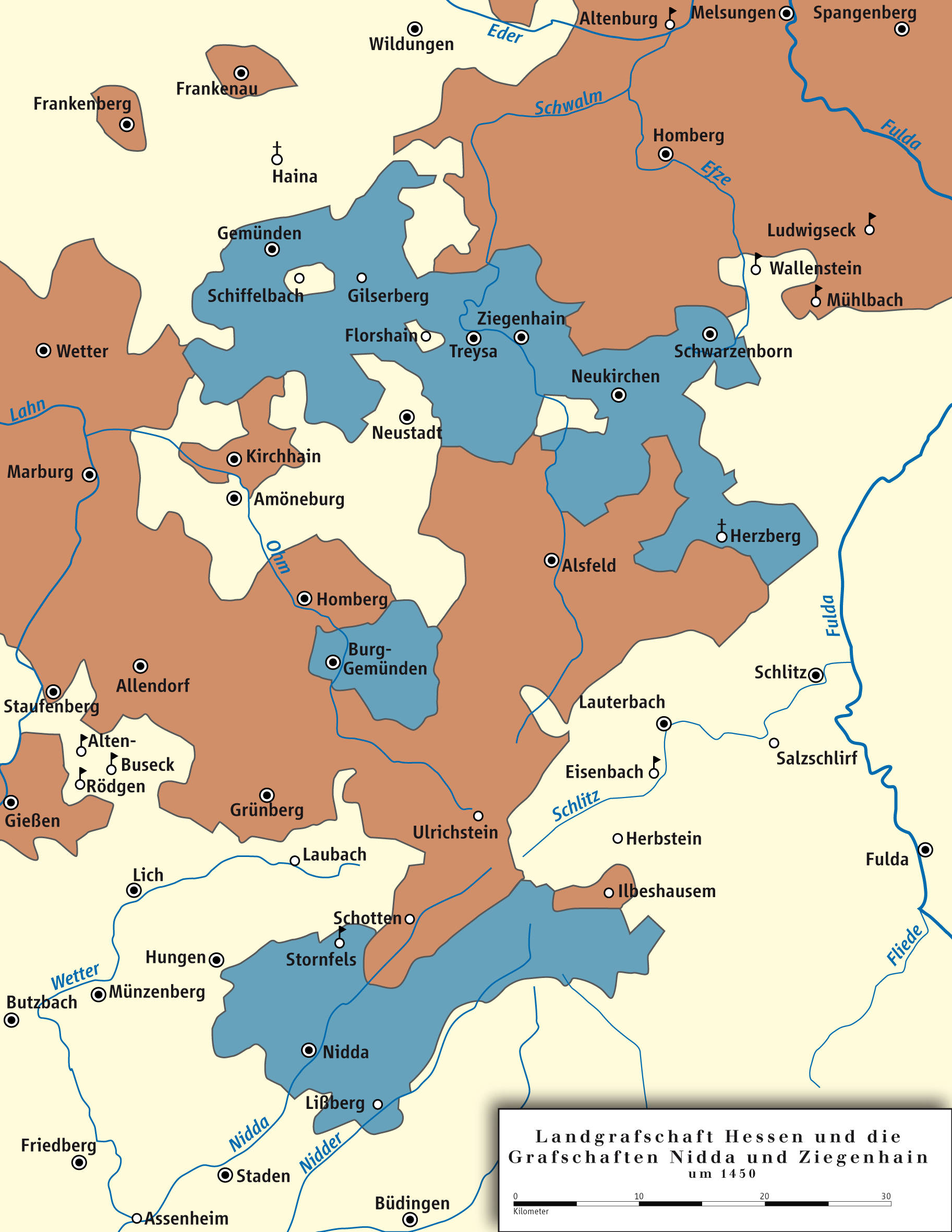
Die Grafschaften Ziegenhain und Nidda (blau) und die Landgrafschaft Hessen (braun) um 1450

Die Grafschaft entstand aus einem Gericht des Klosters Fulda, mit dem dieses seinen Besitz in der nördlichen Wetterau zusammenfasste. Schon in der zweiten Hälfte des 11. Jahrhunderts wurde dieses Gebiet als „Grafschaft Nidda“ bezeichnet, als die Vogtei über das Gebiet als Lehen des Klosters an Volkold I. von Malsburg gegeben wurde. Durch die Heirat seines Sohnes Volkold II. in die Familie der Herren von Nürings an der Wende vom 11. zum 12. Jahrhundert kam weiterer Besitz an die Familie. Aus diesem Bestand konstituierte sich die Grafschaft Nidda. 1104 ist erstmals bezeugt, dass mit Volkold II. ein Mitglied der Familie als „Graf von Nidda“ bezeichnet wurde.
1155 ging nach einer verlorenen Auseinandersetzung, an der sich die Familie an der Seite des Pfalzgrafen Hermann von Stahleck gegen den Mainzer Erzbischof und Kurfürsten Arnold von Selenhofen beteiligte, die Malsburg und weitere nordhessische Besitzungen verloren, so dass die Grafschaft sich nun auf das Gebiet der nördlichen Wetterau konzentrierte. Eine Schenkungsurkunde aus dem Jahr 1187 gibt Aufschluss über den Umfang der Grafschaft: Sie erstreckte sich demnach mindestens über ein Gebiet, dessen Eckpunkte in Ranstadt, Einartshausen, Wenings und Gelnhaar liegen. Was darüber hinaus noch zur Grafschaft Nidda gehörte, ist aufgrund der lückenhaften Überlieferung nicht sicher. Diese Urkunde stammt von Berthold II. (bezeugt ab 1187; † 1205/06). Er starb kinderlos, so dass sein Neffe, Ludwig I. von Ziegenhain, Sohn des Grafen Rudolf II. von Ziegenhain und dessen Frau Mechthild, Schwester des verstorbenen Berthold II., die Grafschaft Nidda erbte. Kleinere Teile der Erbschaft wurden wohl als Aussteuer für zwei seiner Schwestern genutzt: Adelheid von Ziegenhain heiratete Ulrich I. von Münzenberg, Mechthild heiratete Gerlach II. von Isenburg.
Ab 1205/06 war die Grafschaft Nidda somit im Besitz der Grafen von Ziegenhain, für die sie im Vergleich zu der wesentlich größeren Grafschaft Ziegenhain zumeist nur untergeordnete Bedeutung hatte. Lediglich während der Zeit von 1259 bis 1330 war die Grafschaft Nidda infolge einer Erbteilung noch einmal formell von Ziegenhain getrennt, kam aber dann durch Heirat wieder an die Hauptlinie der Ziegenhainer, nachdem Johann I. von Ziegenhain 1311 die Erbtochter Lukardis (Luitgart) des letzten Grafen von Nidda, Engelbert I., geheiratet hatte. Im Jahre 1450, als die Grafschaft Nidda – ebenso wie die Grafschaft Ziegenhain – nach dem kinderlosen Tod des Grafen Johann II. in der Landgrafschaft Hessen aufging und als eigenständiges Herrschaftsgebiet zu bestehen aufhörte, umfasste sie das Amt Nidda mit den Gerichten Widdersheim, Rodheim, Ulfa und Wallernhausen, die Herrschaft Lißberg, die Fuldische Mark mit den halben Vogteien Echzell, Berstadt, Dauernheim und Bingenheim (mit Ausnahme der dortigen Burg), und die Gerichte Burkhards und Crainfeld.

## Ursprünge
Im Bereich der Wetterau hatte die Reichsabtei Fulda nach dem Zerfall der Konradiner-Herrschaft auf der Grundlage von ehemaligem Reichsgut, das ihr im Laufe der Zeit übereignet worden war, erheblichen Streubesitz erworben. Um diesen verwaltungsmäßig zusammenzufassen, errichtete sie das Gericht Bingenheim auf der erstmals im Jahre 1064 genannten Burg Bingenheim. Schon bald, wohl bereits während der Amtszeit des Abts Widerad von Eppenstein (1060–1075), wurde der Gerichtsbezirk Bingenheim als „Grafschaft Nidda“ bezeichnet. Da das Kloster die Blutgerichtsbarkeit nicht selbst ausüben konnte und zudem weltlichen Schutz für seine Besitzungen benötigte, setzte es Vögte für die Fuldische Mark und seine Besitzungen im Niddatal ein; dafür erhielten diese die Hälfte der dazugehörigen Ortschaften (ausgenommen die Burg Bingenheim) als fuldisches Lehen. Anfangs war die Vogtei der kleinen Grafschaft Nidda möglicherweise als fuldisches Lehen in der Hand der Herren von Nürings im Taunus. Sie wurde aber wohl schon von Abt Widerad ganz oder zum Teil als Lehen an die Edelfreien von Malsburg vergeben, die in der Gegend durch Heirat auch Allodbesitz erwarben und sich ab 1104 „Grafen von Nidda“ nannten.

## Die Grafen von Nidda aus dem Haus Malsburg

### Volkold I.
Die Vogtei Bingenheim bzw. Fuldische Mark wurde wohl schon von Abt Widerad um oder bald nach 1065 ganz oder zum Teil an den Edelfreien Volkold I. (* um 1040, † 1097) von Malsburg vergeben. Volkold, der 1062 erstmals bekundet ist, amtierte seitdem als fuldischer Vogt in Bingenheim und wurde Stammvater des allerdings kurzlebigen Hauses der ersten Grafen von Nidda. Volkolds Familie hatte sich im Hessengau im 10. Jahrhundert eine kleine Herrschaft im Raum Zierenberg in Nordhessen geschaffen und hatte auf der dortigen Malsburg ihren Stammsitz. Ob Volkold I. oder vielleicht erst sein Sohn Volkold II. der Erbauer der Wasserburg in Nidda war, ist bisher ungeklärt; möglicherweise vollendete der Sohn den vom Vater begonnenen Bau. Bekundet ist zumindest, dass der Gerichtsbezirk Bingenheim schon in dieser Zeit auch als „Grafschaft Nidda“ bezeichnet wurde.

### Volkold II.
Volkolds Sohn Volkold II. (* um 1070, † um 1130) heiratete Luitgart von Nürings, eine Tochter des Berthold von Nürings (1050–1112). Die Heirat brachte Volkold Allodbesitz im Raum Nidda ein, der zum Grundstock der Grafschaft Nidda wurde, und stärkte vermutlich auch seine Anwartschaft auf die Nachfolge seines Vaters als Vogt des Gerichts Bingenheim, die er im Jahre 1097 antrat. Er verlegte seinen Wohnsitz von der fuldischen Burg Bingenheim auf die von ihm oder bereits von seinem Vater erbaute Eigenburg in Nidda und nannte sich spätestens ab 1104 „Graf von Nidda“.
Nachdem er während einer Fehde in mainzische Gefangenschaft geraten war, mussten er und sein Bruder Udalrich 1124 ihre Burgen Malsburg und Schartenberg dem Mainzer Erzbischof Adalbert I. zu Lehen auftragen und erhielten sie von diesem als Lehen zurück. Volkold II. blieb jedoch in Nidda und überließ seinem Bruder die Verwaltung dieser Lehen, die nach Udalrichs kinderlosem Tod dann in Gänze an ihn kamen.

### Berthold I.
Volkolds Sohn Berthold I. (* um 1110, † 1162) folgte dem Vater als Graf von Nidda. Er mehrte seinen Besitz im Raum Nidda durch den Tausch von ererbten Gütern in Nordhessen und Westfalen mit dem Kloster Helmarshausen bei Bad Karlshafen und dem Kloster Abdinghof in Paderborn. Im Jahre 1154 verlor er die ihm noch verbliebenen westfälischen Güter in Atteln und Boke in einem von Herzog Heinrich dem Löwen entschiedenen Prozess an das Kloster Abdinghof.
1155 verlor er auch die Burgen Malsburg und Schartenberg mit deren Zubehör an Erzbischof Arnold von Mainz, da er in einer Fehde die Partei des Pfalzgrafen Hermann von Stahleck ergriffen hatte. Mehrere Grafen waren als Parteigänger des Pfalzgrafen von Kaiser Friedrich Barbarossa wegen Landfriedensbruchs mit der Reichsacht belegt und zur entehrenden Strafe des Hundetragens verurteilt worden, aber Berthold ignorierte die Vorladung nach Gelnhausen und das Urteil und machte sich stattdessen einen Namen als Raubritter und Wegelagerer. Dabei nutzte er wohl die „Alteburg“ bei Kohden als Basis. Er soll schließlich doch von einem kaiserlichen Aufgebot zur Aufgabe und zur Annahme der Strafe gezwungen worden sein – der Sage nach allerdings erst, nachdem ein Versuch seiner Frau, ihn auf die Weise der Treuen Weiber von Weinsberg zu retten, aufgedeckt und vereitelt worden war.

### Berthold II.
Sein Nachfolger als Graf von Nidda, Berthold II. († spätestens 1205), wahrscheinlich der Sohn Bertholds I., schenkte im Jahre 1187 dem Johanniter-Orden zum Seelenheil seiner Eltern ausgedehnten Besitz in Nidda, darunter die Pfarrei Nitehe (Nidda) und deren Tochterkirchen in Eichelsdorf und Reichelshausen, sowie Einkünfte aus insgesamt 26 anderen Orten in der Gegend von Einartshausen und Eschenrod im Norden bis Wallernhausen, Wenings und Gelnhaar im Süden. Auf dieser Schenkung begründete der Orden seine erste Komturei in Hessen, die achte in Deutschland.
Berthold ist letztmals im Jahre 1191 bekundet, als Zeuge bei der Stiftung des Klosters Konradsdorf. Mit ihm, einem engen Gefolgsmann Friedrich Barbarossas, starben die Grafen von Nidda aus dem Hause Malsburg in männlicher Linie aus.

## Die Grafen von Ziegenhain und Nidda

### Ludwig I.
Nach dem Tod Bertholds II. kam die Grafschaft Nidda, die weiterhin fuldisches Lehen blieb, über seine Schwester Mechthild, die im Jahre 1170 den Grafen Rudolf II. von Ziegenhain (* um 1132, † nach 1188) geheiratet hatte, an ihren Sohn Ludwig I. (* um 1167 in Nidda, † 1227). Ludwig war nach dem Tod seines älteren Bruders Gottfried II. (* 1156; † 1205) regierender Graf von Ziegenhain geworden und vereinigte nun beide Grafschaften in seiner Hand.
Um diese Zeit erstreckte sich die Grafschaft Nidda bis zum Oberlauf der Ohm und der Felda im Vogelsberg und schloss Streubesitz im Rheingau bei Rüdesheim am Rhein sowie Vogteien über die fuldischen Güter und über einige mainzische Besitzungen in der Wetterau bis hin zum Main mit ein. Auch Ludwig machte den Johannitern Schenkungen in Nidda, so noch im Jahre 1226 das Gut Brungesrode (im Bereich des heutigen Straßennamens „Am Ruppelshof“). Durch die Heiraten seiner Schwestern Adelheid und Mechthild gingen der Grafschaft Nidda wertvolle Güter und Vogteirechte an deren Ehegatten Ulrich I. von Münzenberg und Gerlach II. von Büdingen verloren, so z. B. die Vogtei Schotten mit allem Zubehör (an Büdingen). Gemeinsam mit seinen Verwandten in Ziegenhain und Reichenbach schenkte Ludwig im Jahre 1207 das ehemalige Kloster Reichenbach dem Deutschen Orden, der damit seine erste bedeutende Niederlassung im Deutschen Reich erwarb. Ludwig war ein verlässlicher Gefolgsmann der Staufer und ist nach der Königswahl Philipps von Schwaben 1198 wiederholt in dessen Umgebung beurkundet (so 1205 in Nürnberg, 1206 in Boppard, 1207 in Gelnhausen und in Jülich).

### Berthold I. und Gottfried IV.
Nach Ludwigs Tod regierten seine Söhne Gottfried IV. († 1250) und Berthold I. (* um 1207, † 1257/58) die beiden Grafschaften zunächst gemeinsam, wobei Berthold in den Ziegenhainer Stammlanden und Gottfried IV. in Nidda residierte. Beide waren, wie schon ihr Vater, Parteigänger der Staufer; in der entscheidenden Phase der Auseinandersetzung der Staufer mit dem Papsttum wechselten sie jedoch, zusammen mit ihrem Bruder Burkhart, der ab 1240 Propst am Petristift in Fritzlar war und 1247 Erzbischof von Salzburg wurde, aber schon im gleichen Jahr starb, frühzeitig in das Lager der Kaisergegner. Das 1234 erstmals als Stadt bezeichnete Nidda hielten die Brüder ab 1234 als Reichslehen, womit die Grafen von Nidda zu Reichsfürsten wurden. (Die Grafschaft Nidda war auch weiterhin fuldisches Lehen.)

## Trennung der Grafschaften Nidda und Ziegenhain

### Ludwig II.
In der Grafschaft Nidda folgte auf den 1250 verstorbenen Gottfried IV. dessen Sohn Ludwig II. († nach 1289). Zwischen ihm und seinem Vetter Gottfried V. von Ziegenhain kam es schon bald nach dessen Regierungsantritt in Ziegenhain im Jahre 1258 zum Streit und noch im selben Jahr zur formellen Teilung der beiden Grafschaften und einem Gebietsaustausch, vermittelt durch Erzbischof Gerhard I. von Mainz, Bischof Simon I. von Paderborn und Abt Heinrich IV. von Fulda, der zu dieser Zeit auch Abt von Hersfeld und damit Lehnsherr der Ziegenhainer sowohl für Teile von Nidda als auch für Teile von Ziegenhain war. Ludwig erhielt die Grafschaft Nidda und das Amt Neustadt, gab die Vogtei in Burg-Gemünden ab im Tausch für das Gericht zu Rodheim und Widdersheim, und musste seine Ansprüche auf Staufenberg, Rauschenberg, Treysa, die Burg in Burg-Gemünden, Schlitz und Lißberg aufgeben. Es sollte Gottfried freistehen, die Vogtei des Klosters Fulda mit 175 Mark Silber von Ludwig zu lösen. Gottfried durfte in Nidda und Ludwig in Ziegenhain bauen, doch keiner dem anderen zum Schaden. 1259 kaufte Ludwig von den Rheingrafen Werner II. und Siegfried I. vom Stein deren Teil der Burg Nidda. 1263 verzichtete er zugunsten des Bistums Speyer auf seine Rechte an der Burg Hornberg bei Neckarzimmern. Er setzte die Familientradition der Schenkungen an das Kloster Haina fort. Wohl eher aus Geldnot verkaufte er den Johannitern zu Nidda zwischen 1264 und 1286 erheblichen Besitz in der Stadt und der Grafschaft, und 1279 verpfändete er die fuldische Vogtei für 400 Mark an Abt Bertho IV. von Fulda.
Ludwig geriet, wie auch sein Vetter in Ziegenhain, in die Mühlen des Thüringisch-Hessischen Erbfolgekriegs, in dem er versuchte, gegen die Herrschaftsansprüche von Sophie von Brabant und ihrem Sohn, dem 1247 zum Landgrafen von Hessen ausgerufenen Heinrich I., seine Unabhängigkeit zu bewahren und sich deshalb auf die Seite des Erzbistums Mainz stellte. In Neustadt baute er um 1270 eine Burg zur Absicherung gegen das hessische Marburg; diese wurde jedoch schon im Jahre 1273 von Truppen Heinrichs I. von Hessen erobert, der im gleichen Jahre auch Gottfrieds V. Burgen in Staufenberg und Burg-Gemünden erobern und zerstören ließ. Auch im Jahre 1288 befand sich Ludwig im mainzischen Lager, als er dem Erzbischof Heinrich II. 350 Mark lieh.

### Engelbert I.
Nach Ludwigs Tod beerbte ihn sein Sohn Engelbert I. († 1329). Er nannte sich „Graf von Ziegenhain, Herr zu Nidda“. Um sich seiner Schwierigkeiten um Neustadt zu entledigen, verkaufte er Burg und Stadt Neustadt nebst dazugehörigen Dörfern am 12. März 1294 für 2.200 Mark kölnische Pfennige an Erzbischof Gerhard II. von Mainz. Für Nidda bedeutete dieser Verkauf das Abstoßen von entfernt liegendem Streubesitz, für die Grafschaft Ziegenhain jedoch einen schweren Schaden: er trennte die Ziegenhainer Stammlande an der Schwalm von dem Gebiet an der Wohra mit dem Amt Rauschenberg. Im Jahre 1300 brach zwischen Engelbert und den Johannitern Streit aus um mehrere Orte, der erst 1315 beigelegt wurde, nachdem es 1314/15 sogar zu kriegerischen Auseinandersetzungen gekommen war.
Engelbert heiratete 1286 Heilwig, Tochter Ludwigs I. von Isenburg-Büdingen. Der Ehe entsprang die Tochter Lukardis (Luitgard), und Engelbert starb wahrscheinlich am 6. September 1329 ohne männlichen Erben. Er hatte jedoch schon im Jahre 1300 von König Albrecht I. die Zusicherung erhalten, dass beim Ausbleiben von Söhnen seine Lehen auf seine Tochter oder Töchter übergehen sollten.

### Lukardis
Engelberts Erbtochter Lukardis hatte schon im Jahre 1311 einen Urenkel Bertholds I., Johann I. von Ziegenhain († 15. Dezember 1359), Sohn Gottfrieds VI. und seit 1304 Graf von Ziegenhain geheiratet. Engelbert und seine Frau Heilwig gaben ihrer Tochter zu diesem Anlass u. a. die Gülten zu Ulfa, Rodheim, Widdersheim, Dauernheim, Bingenheim, Echzell, Berstadt, Burghards und Crainfeld. Schon am 4. Februar 1311, anlässlich ihrer Hochzeit, bestätigten Lukardis und Johann der Stadt Nidda ihre bisherigen Rechte und Freiheiten, die weiter reichten als die der Städte Treysa und Ziegenhain; dieser Gunstbeweis sollte wohl den vorauszusehenden Übergang der Grafschaft an Johann vorbereiten und absichern. Schon am 1. April 1323 hatte Kaiser Ludwig IV. Johann mit Burg und Stadt Nidda als Reichslehen belehnt, womit nunmehr auch die Burg Reichslehen wurde; das Gericht blieb jedoch weiterhin fuldisches Lehen. Engelbert starb 1329, und Lukardis regierte die Grafschaft Nidda nominell bis zu ihrem Tod im Jahre 1333.

## Erneute Vereinigung mit Ziegenhain

### Johann I.
Nach Lukardis' Tod vereinigte Johann die beiden Grafschaften Ziegenhain und Nidda, die 1258 getrennt worden waren, wieder in einer Hand. Johann, der das wichtige Amt des Hochvogts der Reichsabtei Fulda geerbt hatte, das allerdings schon seit 1279 nicht mehr die Vogtei über das Kloster selbst einschloss, ließ sich im April 1331 zu einem gegen den Fürstabt und Stadtherrn von Fulda, Heinrich von Hohenberg, gerichteten Vertrag mit der durch mehrfache Steuererhöhungen empörten Stadt Fulda verleiten, in dessen Folge die Abtsburgen, das Kloster und die Propstei erstürmt und geplündert wurden. Der Aufstand wurde jedoch niedergeschlagen, und Johann selbst entging nur mit Mühe der Gefangenschaft. Er und die Stadt wurden mit der Reichsacht belegt. Auf Vermittlung des Trierer Erzbischofs Balduin wurde im September 1331 ein Frieden geschlossen, aber es dauerte noch bis 1339, ehe Johann die ihm auferlegten Strafen und Zahlungen vollständig geleistet hatte.
Anfang 1344 versuchte Johann, allerdings vergeblich, die Stadt Nidda gegen das ehemals niddaer, aber 1294 durch Engelberts Verkauf mainzisch gewordene Neustadt einzutauschen, um damit sein Territorium abzurunden und die Verbindung zwischen seinen Gebieten an der Schwalm und an der Wohra wiederherzustellen. Dazu kam es jedoch nicht, da im gleichen Jahr eine neue Fehde zwischen Landgraf Heinrich II. von Hessen und Erzbischof Heinrich III. von Mainz ausbrach, Johann und sein Sohn Gottfried VII. diesmal mit dem Landgrafen verbündet waren, und der Landgraf die Burg Neustadt eroberte. Stattdessen verkaufte der sich in finanziellen Nöten befindliche Johann, in Einvernehmen mit seinem Sohn Gottfried, schon am 6. Februar 1344 ein Viertel von Burg und Stadt Nidda nebst allem Zubehör, Dörfern, Leuten, Gerichten usw. an das Erzbistum Mainz.
Am 5. Mai 1344 kaufte die Abtei Fulda, obwohl tief verschuldet, Johann alle ihm noch verbliebenen Rechte der fuldischen Schirmvogtei für 7.100 Pfund Heller ab. Der Erhalt der vollen Kaufsumme wurde 1346 bestätigt. Lediglich das erbliche Amt des fuldischen Marschalls blieb Johann ausdrücklich erhalten; es beinhaltete die Disziplinargerichtsbarkeit über die gesamte fuldische Ritterschaft, den Vorsitz auf Landtagen, und das Aufgebot des Lehnsadels und der Ministerialität.

## Ende
Bis zum Aussterben der Grafen von Ziegenhain mit Johann II. im Jahre 1450 blieb die Grafschaft Nidda dann mit der Grafschaft Ziegenhain vereint. Beide gingen 1450 in den Besitz der Landgrafschaft Hessen über. Bei der Teilung der Landgrafschaft unter den Söhnen Philipps I. 1567 kam Nidda mit der Burg an Hessen-Marburg, dann 1604 an Hessen-Darmstadt.

## Liste der Grafen von Nidda

### Grafen von Nidda aus dem Haus Malsburg (1104–1205/06)
- Volkold I. (* um 1040, † 1097)
- Volkold II., Sohn Volkolds I. (* 1070, † um 1130)
- Berthold I., Sohn Volkolds II. (* 1100, † 1162)
- Berthold II., Sohn Bertholds I. († 1205/06)

### Grafen von Ziegenhain und Nidda aus dem Haus Ziegenhain (1206–1258)
- Ludwig I. (* um 1167, † 1227), Sohn Rudolfs II. von Ziegenhain, Schwiegersohn Bertholds II.
- Gottfried IV. († 1257/58) und Berthold I. (* um 1207, † 1257/58), Söhne Ludwigs I., gemeinsam (Gottfried in Nidda, Berthold in Ziegenhain)

### Grafen von Nidda aus dem Haus Ziegenhain (1258–1333)
- Ludwig II. († 1289/1294), Sohn Gottfrieds IV.
- Engelbert I. († 1329), Sohn Ludwigs II.
- Lukardis († 1333), Tochter Engelberts I., Regentin 1329–1333

### Grafen von Ziegenhain und Nidda aus dem Haus Ziegenhain (1333–1450)
- Johann I. († 1353), Schwiegersohn Engelberts I.
- Gottfried VII. (* 1326, † 1372), Sohn Johanns I.
- Gottfried VIII. († 1394), Sohn Gottfrieds VII.
- Engelbert III. († 1401), Sohn Gottfrieds VIII.
- Johann II. († 1450), Sohn Gottfrieds VIII.
- Gottfried IX. († 1425), Sohn Gottfrieds VIII., Koregent Johanns II.

## Territorium
Die Grafschaft Nidda bestand 1450 bei ihrem Übergang an die Landgrafschaft Hessen aus:
- Vogtei Fuldische Mark (zur Hälfte)
  - Gericht Berstadt
  - Gericht Bingenheim (ohne die Burg Bingenheim)
  - Gericht Dauernheim
  - Gericht Echzell
- Herrschaft Lißberg
- Amt Nidda
  - Gericht Rodheim
  - Gericht Ulfa
  - Gericht Wallernhausen
  - Gericht Widdersheim
- Gericht Burkhards
- Gericht Crainfeld

## Wappen
Das Wappen zeigt einen schwarz und gold (gelb) geteilten Schild, dessen oberes schwarzes Feld nebeneinander zwei achtstrahlige, silberne (weiße) Sterne zeigt – im Gegensatz zum Wappen der Grafschaft Ziegenhain, das genauso aussieht, aber dort nur einen sechsstrahligen Stern zeigt.

## Nachwirkung
Während der Zeit der Zugehörigkeit zur Landgrafschaft und später zum Großherzogtum Hessen war die Bezeichnung „Graf zu Nidda“ Teil der Titulatur. Im 19. Jahrhundert wurde er darüber hinaus an Personen vergeben, die in das Haus Hessen einheirateten, aber nicht ebenbürtig waren, und deshalb einen anderen Familiennamen erhalten mussten. Das waren:
- Caroline Török de Szendrő (1786–1862), die Prinz Georg (1780–1856) morganatisch geheiratet hatte. Sie wurde 1808 „Gräfin von Nidda“, 1821 „Prinzessin von Nidda“ – damit wurde aus der Grafschaft Nidda sehr spät sogar noch ein Fürstentum.
- Caroline Willich gen. von Pöllnitz (1848–1879), die 1878 Prinz Heinrich von Hessen morganatisch heiratete. Sie erhielt aus diesem Anlass den Titel einer „Freifrau von Nidda“. Der gemeinsame Sohn aus dieser Ehe, Karl (1879–1920), erhielt 1883 Titel „Graf von Nidda“.